# Suchítel Ávila
Suchítel Ávila Casaña (L'Avana, 1º settembre 1982) è un'ex cestista cubana.

## Carriera
Con Cuba ha disputato due edizioni dei Campionati mondiali (2006, 2014) e sette dei Campionati americani (2003, 2005, 2007, 2009, 2011, 2013, 2015).